# Landed gentry

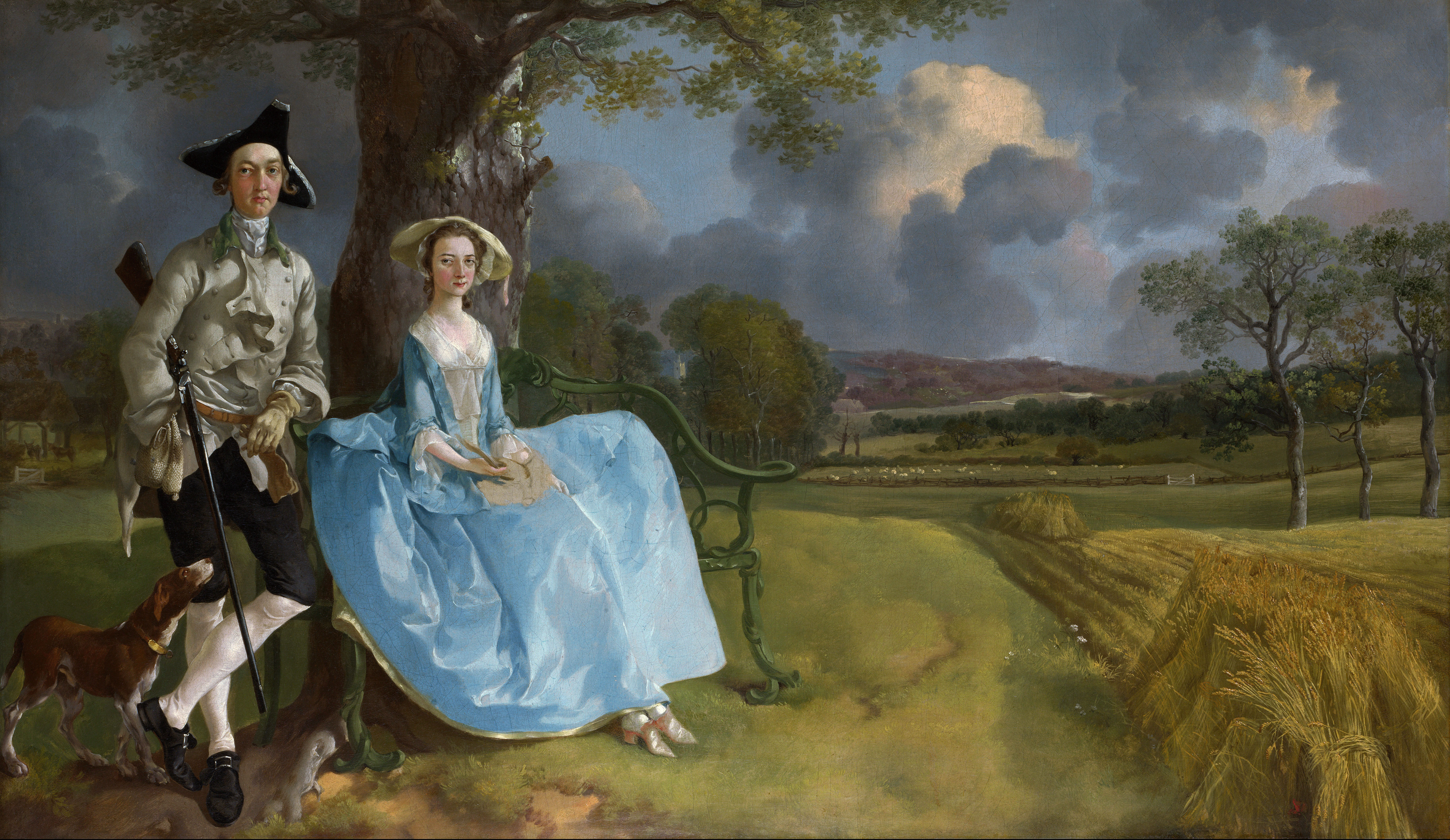
Mr and Mrs Andrews (1750 c.) di Thomas Gainsborough, una coppia della piccola nobiltà terriera, un'alleanza matrimoniale tra due famiglie di proprietari terrieri locali: una nobile e una commerciante. National Gallery, Londra

Landed gentry è una classe sociale britannica comprendente i proprietari terrieri che potevano vivere interamente delle rendite terriere o immobiliari. Spesso i membri di questa classe sociale lavoravano nei servizi amministrativi dello Stato Britannico, nelle amministrazioni delle loro terre, o esercitavano professioni liberali come la politica o la carriera nelle Forze Armate. Il declino di questa classe sociale iniziò a partire dagli anni Settanta dell'Ottocento a seguito della crisi dell'agricoltura.
Il termine "gentry", di cui fanno parte anche gli esponenti della "landed gentry", includeva quattro diversi gruppi sociali in Inghilterra:
1. Baronets (Baronetti), titolo ereditario creato da Re Giacomo nel 1611, che consentiva al nominato di essere chiamato Signore (Sir).
2. Knights (Cavalieri), che inizialmente indicava un grado militare, e progressivamente venne attribuito a civili come riconoscimento di servizi alla Corona inglese. Anche in questo caso al nominato spettava l'appellativo di Signore.
3. Esquires (Scudieri), originariamente attribuito a uomini che aspiravano a diventare cavalieri. Dopo il Medioevo il titolo di Esquire divenne un riconoscimento onorifico conferito dalla Corona inglese, di solito a coloro che rivestivano particolari compiti nello Stato (Giudici di Pace, ufficiali di alto grado).
4. Gentlemen (Gentiluomini), possessori di uno stato sociale riconosciuto come titolo separato secondo lo “Statute of Additions” del 1413. Di solito gli uomini di lignaggio, o di elevata reputazione, o semplicemente benestanti, e che non avevano bisogno di lavorare per vivere, venivano considerati “gentiluomini”.
Essere considerato un esponente della “landed gentry” inizialmente era possibile esclusivamente per i membri delle classi più elevate che fossero proprietari terrieri pur non possedendo titoli nobiliari. Nel corso del tempo tuttavia tale classificazione divenne più elastica e labile. Le stesse classificazioni si diffusero anche nelle colonie inglesi, come ad esempio in Virginia ed in India. Poi, verso la fine dell'Ottocento, il termine “landed gentry” fu usato anche per titolati come il duca di Westminster, per il fatto che viveva in campagna vicino ai propri feudi. Il libro di Burke riporta l'elenco degli esponenti della “landed gentry”.
C'è anche da considerare che ricchi uomini d'affari, nel corso del tempo, cercarono di usare le ricchezze accumulate per acquistare fondi agricoli al fine di essere considerati appartenenti a questa classe sociale.
Le persone vicine per parentela ai possessori di titoli nobiliari vengono spesso considerate esponenti della gentry piuttosto che della nobiltà (peers), per il fatto che la nobiltà in Gran Bretagna è spesso associata esclusivamente a coloro che possiedono un titolo feudale (conte, duca, etc). Per tale motivo la nobiltà titolata in Gran Bretagna è più correttamente definita dal termine di “peer” mentre per la nobiltà senza titolo è consuetudine ormai utilizzare il termine di “gentry”. 
Il fatto che la nobiltà senza titolo sia sempre esistita nel Regno Unito può essere facilmente provato considerando che le famiglie con stemma e senza titolo sono rappresentate assieme a quelle che detengono un titolo nel College of Arms, dalla Commission and Association for Armigerous Families of Great Britain.